# Дибово (Олецький повіт)
Дибово (пол. Dybowo, нім. Diebowen, 1938-45 Diebauen) — село в Польщі, у гміні Свентайно Олецького повіту Вармінсько-Мазурського воєводства.
Населення — 103 особи (2011).

## Демографія
Демографічна структура станом на 31 березня 2011 року:
|          | Загалом | Допрацездатний вік | Працездатний вік | Постпрацездатний вік |
| -------- | ------- | ------------------ | ---------------- | -------------------- |
| Чоловіки | 51      | 9                  | 39               | 3                    |
| Жінки    | 52      | 14                 | 29               | 9                    |
| Разом    | 103     | 23                 | 68               | 12                   |